# Carl Schroeder (Cellist)

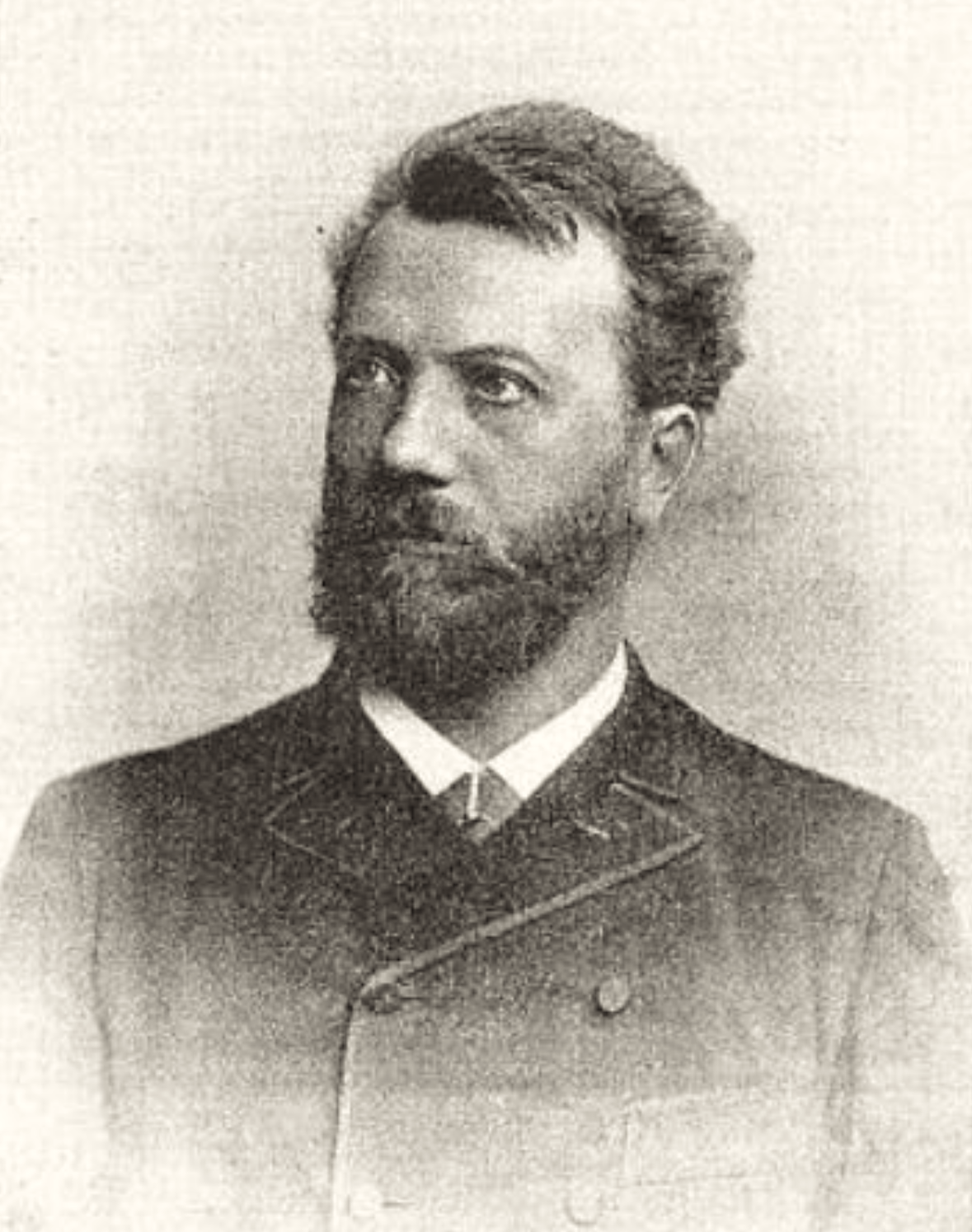
Carl Schroeder (1890)

Carl Adolf Heinrich Friedrich Schroeder (* 18. Dezember 1848 in Quedlinburg; † 22. September 1935 in Bremen) war ein deutscher Cellist, Komponist und Dirigent sowie Hofkapellmeister.

## Leben
Den ersten musikalischen Unterricht bekam er von seinem Vater, dem gleichnamigen Komponisten Carl Schroeder (1816–1890). Seine Mutter war Charlotte Schroeder, geborene Vollmer. Die Familie lebte in Quedlinburg an der Adresse Augustinern 798. Er nahm dann Unterricht im Cellospiel bei Karl Drechsler und trat bereits im Alter von 15 Jahren als Solocellist in einem Hof-Konzert in Sondershausen auf. Schon ein Jahr später bekam er eine Anstellung als zweiter Cellist in der fürstlichen Hofkapelle. Ab 1866 war er als Solocellist mehrere Jahre in Sankt Petersburg, Warschau und Paris tätig. In St. Petersburg wurde Anton Rubinstein sein Freund und Begleiter. Von 1868 bis 1871 reiste er im Streichquartett mit seinen Brüdern Hermann und Alwin und seinem Vater durch Deutschland. Das Quartett bestand bis 1873. 1872 wurde er Kapellmeister am Krollschen Theater in Berlin. Danach ging er als erster Cellist an das Hoftheater nach Braunschweig. 1874 nahm er die gleiche Stellung am Gewandhausorchester Leipzig an. In Leipzig wurde er auch Lehrer am Königlichen Konservatorium. In dieser Zeit wurde Schroeder 1877 in der Leipziger Freimaurerloge Minerva zu den drei Palmen aufgenommen.
1881 begann er seine Laufbahn als Dirigent, zuerst als Hofkapellmeister bei der fürstlichen Hofkapelle Sondershausen, dem späteren Loh-Orchester. In Sondershausen gründete Schroeder 1883 ein eigenes Konservatorium für Musik und wurde 1885 durch den Fürsten zum Professor ernannt. Anschließend war er als Dirigent an der Deutschen Oper in Rotterdam tätig.
Sein Ruf war inzwischen so bedeutend geworden, dass er 1887 von der Königlichen Hofoper Berlin engagiert wurde. 1888 ging er als Dirigent ans Hamburger Stadttheater, Ende 1890 wieder nach Sondershausen als Hofkapellmeister und Direktor des nunmehr Fürstlichen Konservatoriums Sondershausen. Er trat 1907 als Hofrat in Sondershausen in den Ruhestand.
Nach 1911 wirkte er als Leiter der Orchesterklasse am Stern’schen Konservatorium in Berlin. Er erhielt zahlreiche Auszeichnungen und wurde 1928 zum Ehrenbürger von Sondershausen ernannt. Das Fürstliche Konservatorium in Sondershausen nannte sich ab Mai 1919 „Hochschule für Musik“. Im August 1935 erhielt die Poststraße, an der die Hochschule lag, den Namen „Carl-Schroeder-Straße“.

## Werke (Auswahl)
- Führer durch den Violoncell-Unterricht. Ein progressiv geordnetes Repertorium von ausgewählten instructiven, sowie Solo- und Ensemble-Werken für Violoncell als Wegweiser für Lehrer und Schüler, Künstler und Dilettanten, Herausgegeben von Carl Schröder. Leipzig, 1889.
- Handbuch des Violinspiels. Berlin: M. Hesse, 1922, 5. Aufl.
- Handbuch des Dirigierens und Taktierens. Berlin: M. Hesse, 1921, 8. Aufl.
- Handbuch des Violoncellspiels. Berlin: M. Hesse, 1920, 3. Aufl.
- Der Vortrag der Brahmsschen Orchesterwerke. Berlin-Wilmersdorf: Marschner, 1913.

## Kompositionen (Auswahl)
- Sechs grosse Etuden für Violoncell mit Begleitung eines zweiten Violoncells ad libitum von C. A. de Casella [César A. de Casella]. Zum Gebrauch am Conservatorium der Musik zu Leipzig revidirt u. genau bez. von Carl Schroeder. op. 33
- Acht Etuden ohne Daumenaufsatz für Violoncell, op. 46
- Leichtes Konzert für Violoncello und Klavier op. 55
- Etuden für Violoncello op. 57
- Der Ritter von Alkantara. Ballade für Violoncell mit Begl. d. Pianoforte. Leipzig: Schuberth, o. J.

### Opern
- Aspasia, umgearbeitet zu Die Palikarin, (1892).
- Der Asket, Oper in einem Aufzug. Text v. Wilhelm Schriefer, Leipzig: Oberdörffer, o. J. (1893).

## Ehrungen
- Ritterkreuz II. Klasse des Hausordens vom Weißen Falken
- Ehrenkreuz von Schwarzburg
- Ritterkreuz II. Klasse des Herzoglich Sachsen-Ernestischen Hausordens
- Goldene Medaille für Kunst und Wissenschaft
- Palmen der Académie française